# Son fils (film, Denola, 1917)
Pour les articles homonymes, voir Son fils.
Pour plus de détails, voir Fiche technique et Distribution.
Son fils est un film muet français réalisé par Georges Denola, sorti en 1917.
Il s'agit de l'adaptation de la pièce Son fils d'Auguste Anicet-Bourgeois.

## Fiche technique
- Titre : Son fils
- Réalisation : Georges Denola
- Scénario : Georges Denola, d'après la pièce d'Auguste Anicet-Bourgeois
- Photographie :
- Montage :
- Société de production : Société cinématographique des auteurs et gens de lettres (S.C.A.G.L.)
- Société de distribution : Pathé frères
- Pays de production :  France
- Langue : français
- Métrage : 1 140 mètres
- Format : Noir et blanc — 35 mm — 1,33:1 — Muet
- Genre : Film dramatique
- Durée : 38 minutes
- Date de sortie : 
  - France : 16 mars 1917

## Distribution
- Paul Hubert : Roussel
- Jean Ayme : Desroches
- Edmond Van Daële : Paul
- Émile Mylo : Simon
- Maud Richard : Jeanne Pujol
- Jeanne Brindeau : Mme de Flavigneul